# Synagoge (Baden-Baden)

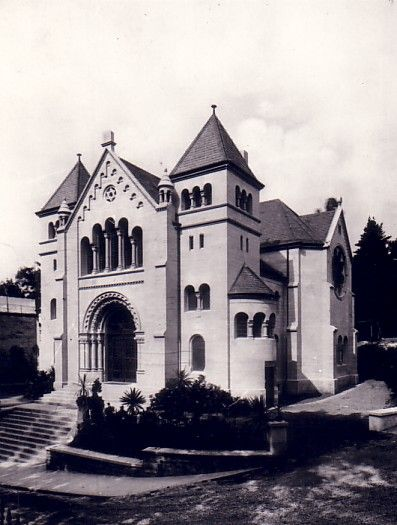
Die Synagoge von Baden-Baden in den 1920er Jahren

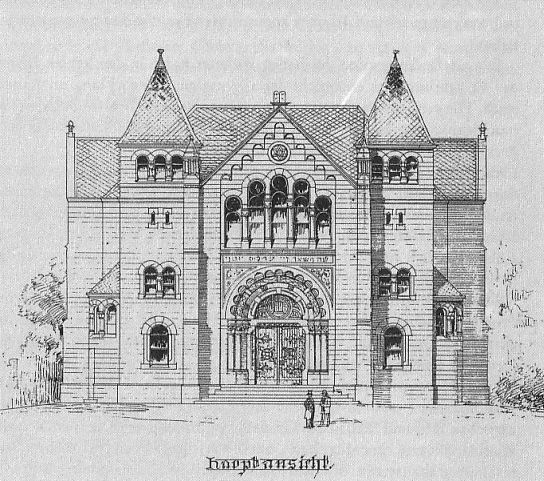
Architektenzeichnung von Ludwig Levy, Westansicht mit Hauptportal

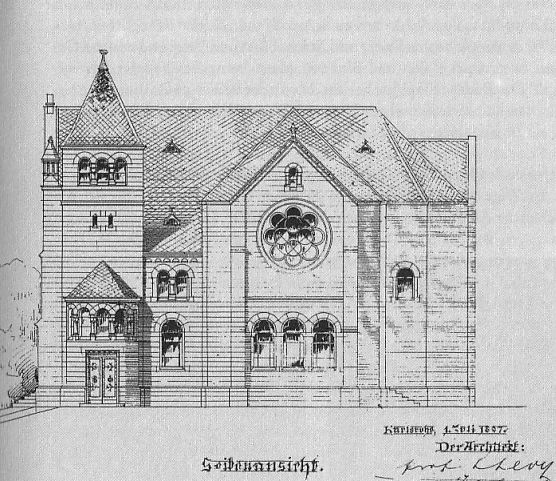
Architektenzeichnung von Ludwig Levy, Südansicht mit Rosette

Die ehemalige Synagoge in Baden-Baden, einer Stadt in Baden-Württemberg, wurde 1899 in der Stephanienstraße 5 errichtet und in den Novemberpogromen 1938 zerstört. 

## Geschichte
Erst nach 1862 konnten sich Juden als gleichberechtigte Bürger in der Stadt niederlassen. Nachdem eine starke Zuwanderung erfolgt war, wurde am 2. November 1890 die jüdische Gemeinde Baden-Baden gegründet. Der Betsaal im Hotel Baldreit erwies sich bald als zu klein, weshalb der Bau einer Synagoge beschlossen wurde.
Die Pläne der Synagoge entwarf der jüdische Architekt Ludwig Levy (1854–1907), der bereits zahlreiche Synagogen gebaut hatte. So zum Beispiel in Pforzheim, Barmen und Kaiserslautern.
Die Synagoge des Kurorts wurde im neoromanischem Stil errichtet, mit einem Rundbogenportal und einer großen Rosette auf der Südseite. Die Synagoge auf kreuzförmigem Grundriss besitzt ein Querhaus und zwei Treppentürme (Aufgang zu den Frauenemporen), die mit spitzen Turmhelmen gedeckt waren. Neben der Synagoge befand sich das jüdische Gemeindehaus.
Bei der festlichen Einweihung am 16. August 1899 hielt der Bezirksrabbiner Baruch Mayer aus Bühl die Festpredigt. Der Gottesdienst in der jüdischen Gemeinde Baden-Baden wurde nach orthodoxem Ritus gefeiert. Mit Rücksicht auf strenggläubige Kurgäste verzichtete man auf Orgelmusik und Frauengesang in der Synagoge.

## Novemberpogrom 1938
Beim Pogrom am 10. November 1938 raubte die Gestapo die Kultgegenstände aus Edelmetall. Die etwa 80 jüdischen Männer, die am gleichen Tag verhaftet worden waren, mussten sich in der Synagoge Schmähreden von SS-Führern anhören und der Lehrer der jüdischen Gemeinde Arthur Flehinger wurde gezwungen, aus Hitlers Buch: Mein Kampf vorzulesen. Die misshandelten Männer wurden ins Konzentrationslager Dachau verschleppt.
SS-Leute legten in der Synagoge Feuer, die daraufhin völlig ausbrannte. In den Wochen danach wurde sie abgebrochen, wobei die Kosten für den Abbruch die jüdische Gemeinde bezahlen musste.

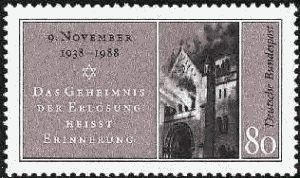
Die Synagoge Baden-Baden auf einer Briefmarke (1988) der Deutschen Bundespost zur Erinnerung an die Reichskristallnacht 1938

## Gedenken
Das Grundstück der Synagoge blieb nach 1945 unbebaut und wurde als Parkplatz genutzt. Am Rand des Platzes wurde vor einigen Jahren ein Stein mit einer Gedenktafel aufgestellt. 1988 ließ die Stadtverwaltung am einige hundert Meter entfernten Willy-Brandt-Platz in der Sophienstraße eine rund zwei Meter hohe Gedenksäule aus Sandstein und Beton errichten. Diese wurde Im August 2025 wurde bei einer mutmaßlich antisemitischen Straftat umgestürzt. Nach Polizeiangaben sei das Mahnmal nach einer ersten Einschätzung aufgrund seiner stabilen Verankerung nicht alleine mit Körperkraft umgerissen worden. Möglicherweise sei eine Kette oder etwas Ähnliches zusammen mit einem Kraftfahrzeug verwendet worden.